# Deportivo Tiquisate
El Club Social y Deportivo Tiquisate, más conocido como Deportivo Tiquisate, es un equipo de fútbol guatemalteco del municipio de Tiquisate, ubicado en el departamento de Escuintla. Actualmente compite en Segunda División, la tercera liga de fútbol más destacada y disputa sus partidos en el Estadio José Antonio Hernández con capacidad para 1000 espectadores.

## Historia
Fue fundado en el municipio de Tiquisate, del departamento de Escuintla con el nombre de Deportivo Ases del Minar y sus mejores años fueron en la década de los setenta. Compitieron durante varias temporadas consecutivas en la Liga Nacional de Guatemala, a la que ascendieron por primera vez en la temporada de 1974 junto al Galcasa FC.
Estuvieron en la máxima categoría hasta la temporada 1979/80, en la cual descendieron por diferencia de goles. Actualmente, continúan compitiendo en segunda división. Han disputado más de 150 partidos en la máxima categoría, aunque con un saldo negativo en partidos.
A nivel internacional, consiguieron disputar la Copa Fraternidad de 1978, en la cual avanzaron hasta la segunda ronda, siendo eliminados en fase clasificatoria por el club costarricense Deportivo Saprissa.

## Palmarés
- Primera División de Guatemala: 0
  - Subcampeón: 1

1974

## Jugadores destacados
- Oscar Sánchez
- Julio García
- Ricardo Jerez Hidalgo
- Tomás Gamboa
- Adrián Fernández
- Juan Pérez Monge.